# 조선민주주의인민공화국 국가품질감독위원회
조선민주주의인민공화국 국가품질감독위원회(朝鮮民主主義人民共和國 國家品質監督委員會)는 국가 규격의 제정과 심의, 규격서 발간 및 보급, 인증, 품질관리업무, 계량, 응용공업연구, 교육 및 홍보 등과 같은 역할을 관장하는 조선민주주의인민공화국의 내각 중앙 행정 기관이다.

## 연혁
- 1949년 : "국가품질감독국" 설립
- 2011년 4월 15일 : 국가품질감독위원회로 격상[2]

## 역대 위원장
- 최강래 : 2011년 ~ 2014년
- 리철진 : 2014년 ~